# Roșcani (Iași)
Roșcani è un comune della Romania di 1 629 abitanti, ubicato nel distretto di Iași, nella regione storica della Moldavia.
Il comune è formato dall'unione di 2 villaggi: Rădeni e Roșcani.